# Connie Mack III
Connie Mack III (Philadelphia, 1940. október 29. –) az Amerikai Egyesült Államok szenátora (Florida, 1989–2001).